# Sala (arquitectura)

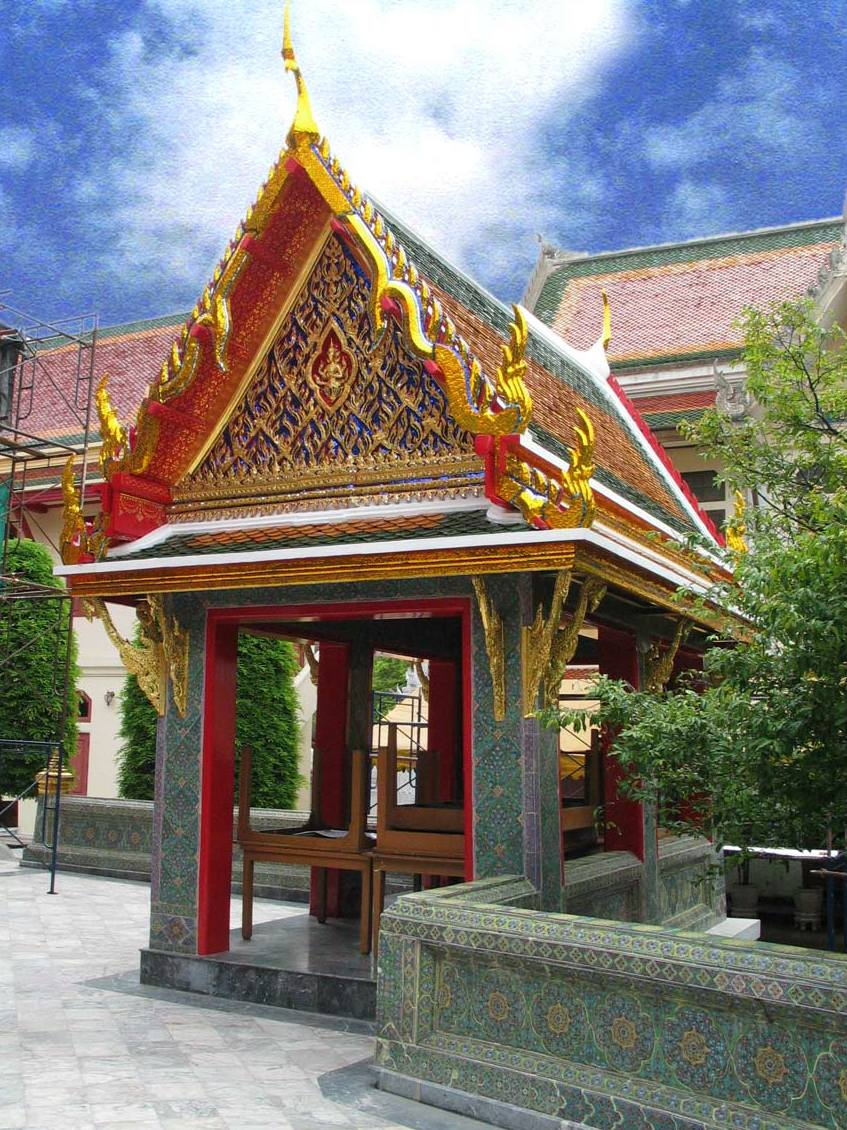
Un Sala renovado en el Wat Rajbopit, Bangkok

El Sala (Tailandés: ศาลา) es un pabellón abierto por los flancos, que se utiliza como lugar donde pronunciar discursos, o arengas y para proteger a la gente del sol o de la lluvia. La mayoría están abiertos por los cuatro costados.

## Etimología
- La palabra sala puede proceder del portugués con el sentido de lugar para el relax o para diversas actividades,
- También puede proceder del sánscrito: "Shala" = "escuela"

## Usos
Los sala se encuentran ubicados en la zona de alrededor de los templos budistas, o Wats. Algunos templos tienen grandes sala donde los laicos pueden escuchar los sermones o recibir las instrucciones religiosas. Estos se denominan Sala Kan Parian (pabellón, donde los monjes aprenden para el examen del Parian).

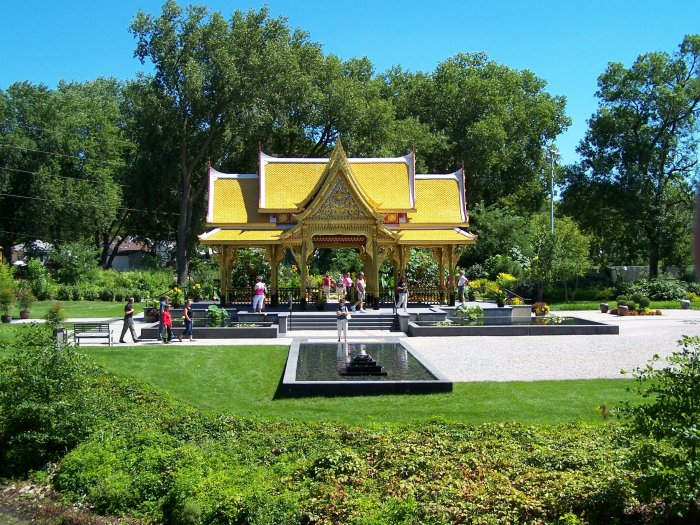
El único pabellón Tailandés (Sala), que se encuentra en el territorio continental de los Estados Unidos, en el Jardín Botánico Olbrich.

También se pueden encontrar en otros lugares. En Tailandia tienen numerosas funciones. En las zonas rurales, los viajeros los pueden usar como lugar de descanso y para dormir, a estos se los denomina como Sala Asai. También existen salas en algunas paradas de autobús. Cuando se encuentran en la orilla de un río o en la de un canal, entonces se llaman Sala Nam ("pabellón de agua").
En los países occidentales los sala se los puede encontrar como elemento decorativo en parques o en jardines botánicos, tal como en el Jardín Botánico Olbrich en los EE. UU.